# Cysoing
Cysoing (Nederlands: Sison) is een gemeente in het Franse departement Nord (Frans: département du Nord) (regio Hauts-de-France). De gemeente telde op 1 januari 2022 4.717 inwoners en maakt deel uit van het arrondissement Rijsel.

## Geschiedenis
In het dorp bevond zich vroeger de Sint-Calixtusabdij van Cysoing. Deze werd echter tijdens de Franse Revolutie verwoest.

## Geografie
De oppervlakte van Cysoing bedroeg op 1 januari 2022 13,62 vierkante kilometer; de bevolkingsdichtheid was toen 346,3 inwoners per km². In de gemeente ligt ook het gehucht Quennaumont.

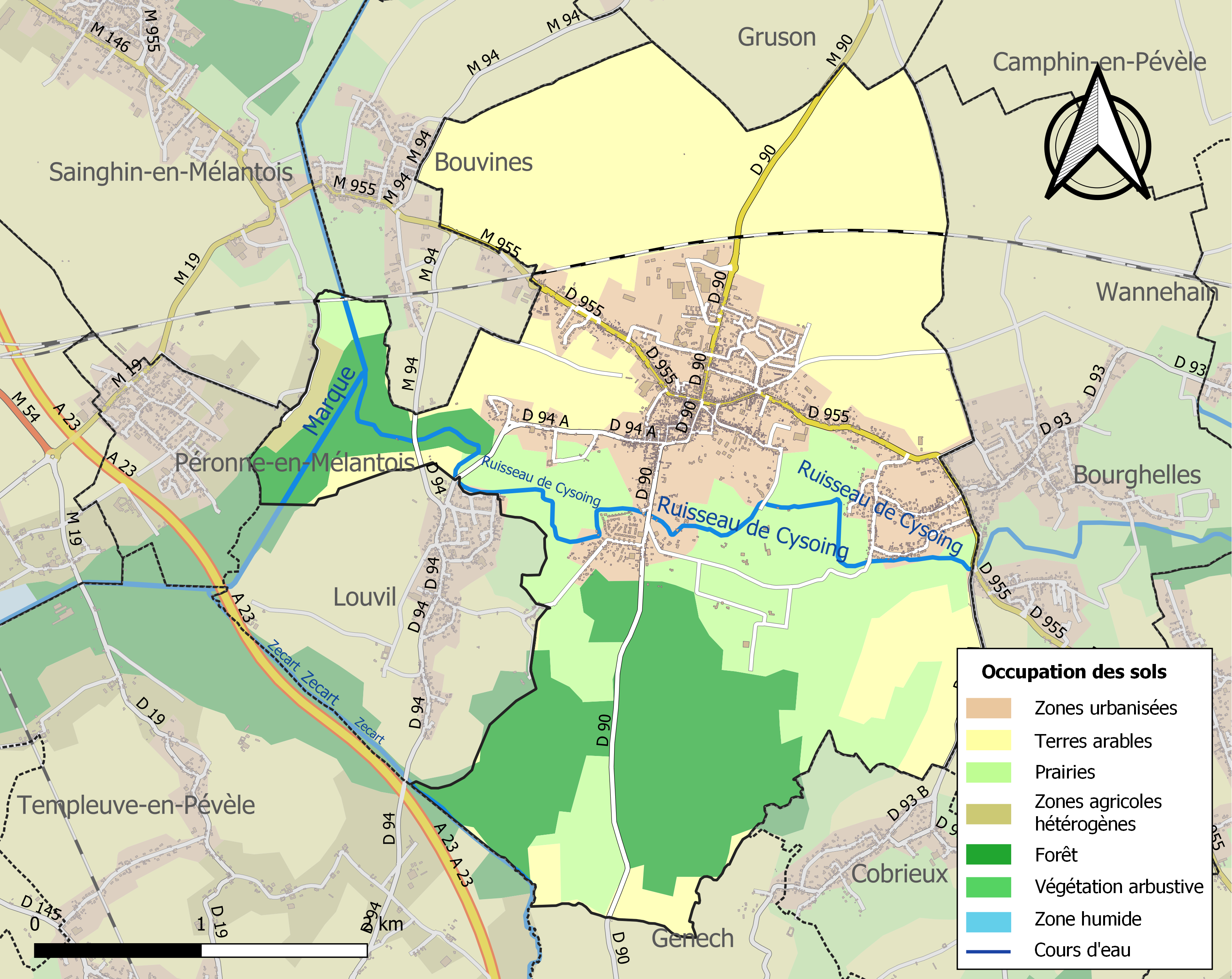
Kaart van de gemeente met belangrijkste infrastructuur, bodemgebruik en omliggende gemeenten

## Bezienswaardigheden
- Het kasteel, Château de l'Abbaye genoemd, opgetrokken na de Franse Revolutie op het plaats van de oude Sint-Calixtusabdij. Het kasteel en het park werden in 2008 ingeschreven als monument historique.
- De Pyramide van Fontenoy, een 17 meter hoge obelisk, die in 1750 werd opgetrokken ter ere van Lodewijk XV. Het monument herdenkt het verblijf van de koning in Cysoing op de vooravond van de Slag bij Fontenoy in mei 1745. Het monument werd geklasseerd als monument historique in 1840, toen in Frankrijk voor het eerst de monumentenlijst werd opgesteld.
- De Église Saint-Calixte
- De Église Sacré-Cœur in Quennaumont

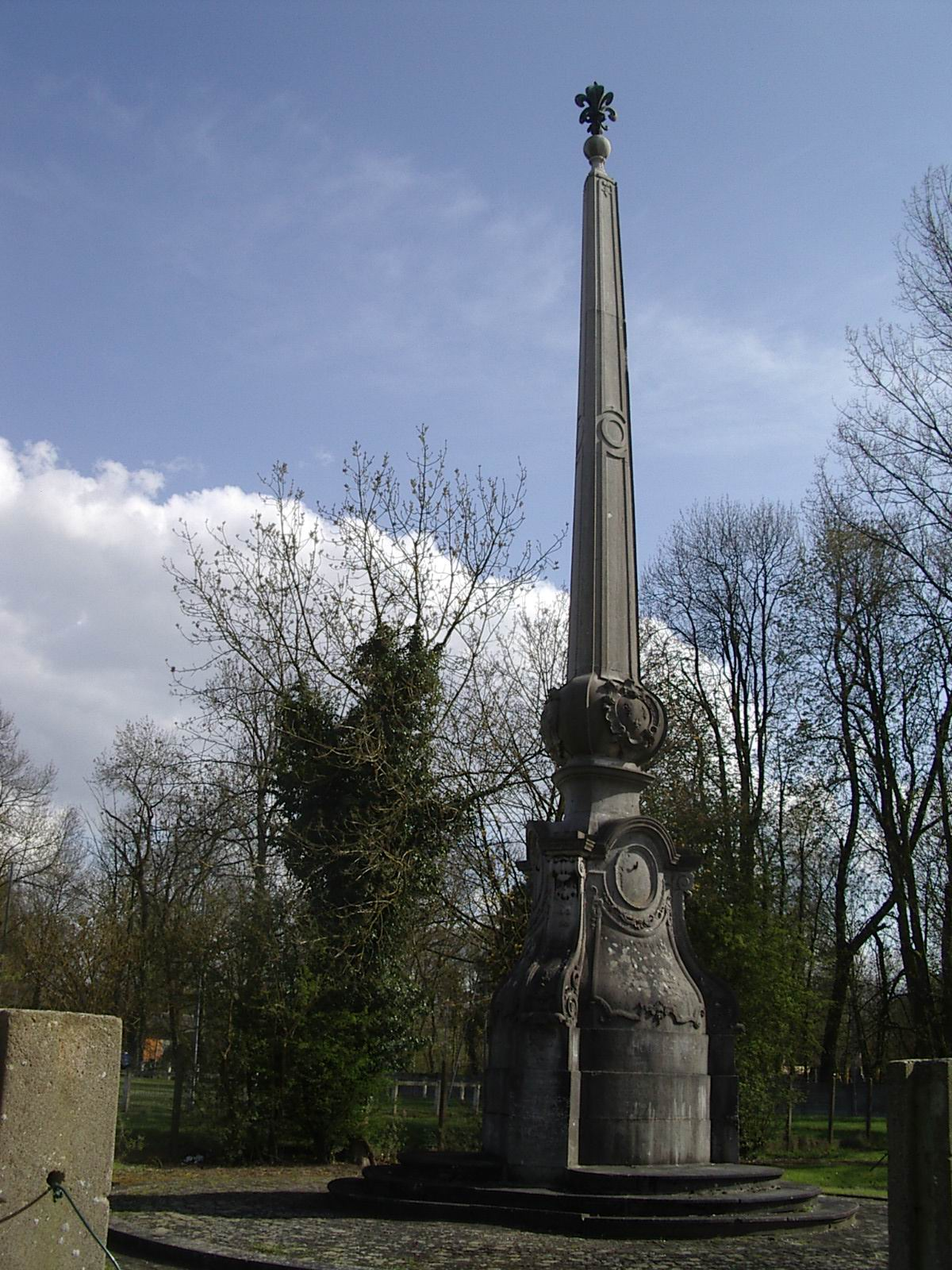
Pyramide de Fontenoy
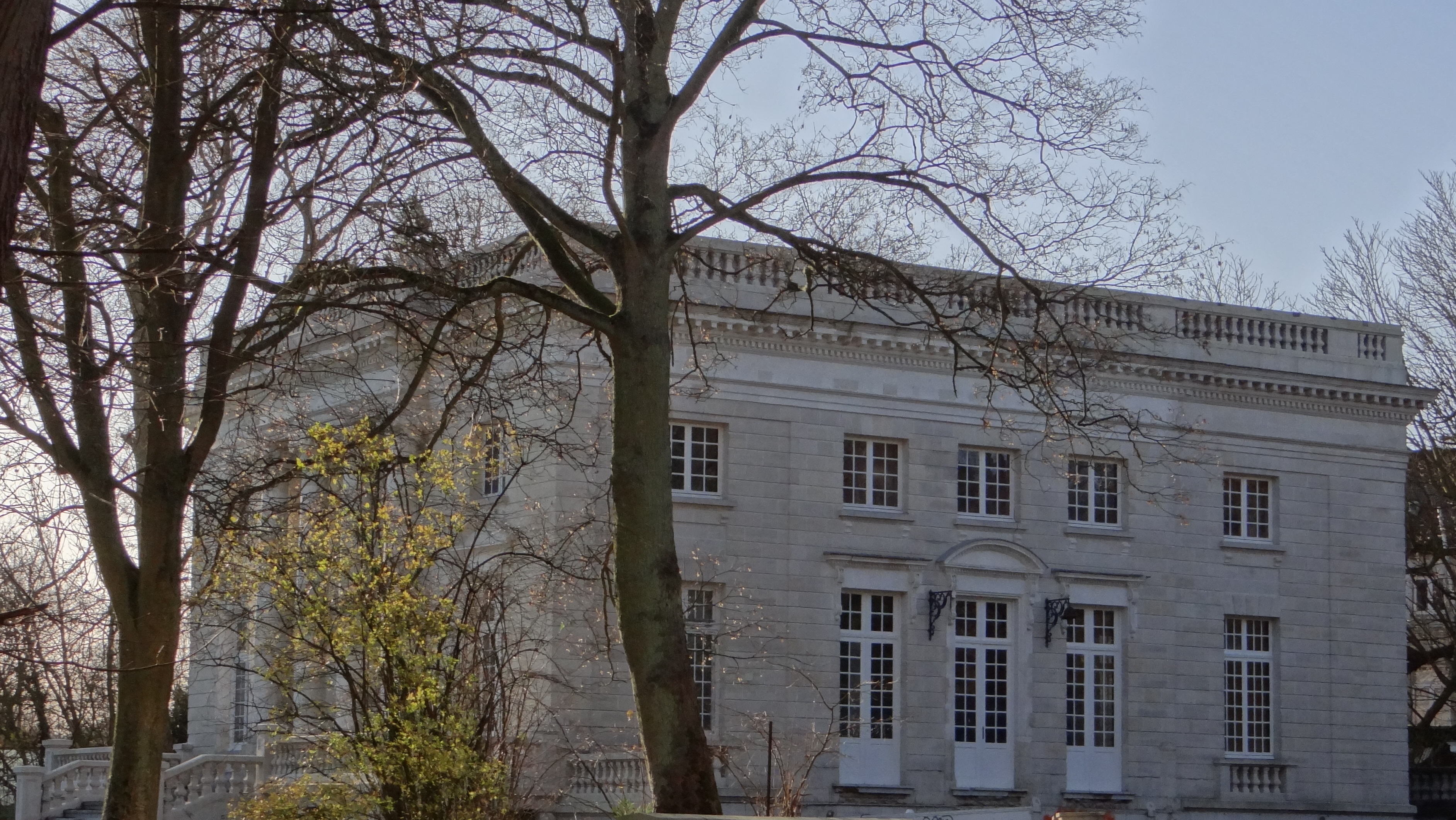
Château de l'Abbaye

## Natuur en landschap
Cysoing ligt vlak ten zuiden van de TGV-lijn Brussel-Parijs. Ten zuiden ligt het Bois de la Tassonière. De hoogte bedraagt 30-42 meter.

## Demografie
Onderstaande figuur toont het verloop van het inwonertal (bron: INSEE-tellingen).

## Verkeer en vervoer
In de gemeente staat het Station Cysoing op de spoorlijn Somain - Halluin. Langs dezelfde spoorlijn bevindt zich op het grondgebied van de gemeente ook het Station Bouvines, tegen de grens met buurgemeente Bouvines.

## Nabijgelegen kernen
Louvil, Genech, Bourghelles, Camphin-en-Pévèle